# تنگ باشت چهاربیشه
تنگ باشت(بیراحمد) چهاربیشه، روستایی از توابع بخش مرکزی شهرستان گچساران در استان کهگیلویه و بویراحمد ایران است که در نزدیکی این محل پتروشیمی گچساران در حال احداث  می باشد . عمده مردم این منطقه به صورت عشایر و از طوایف دیلگونی ،شیخ وسادات میباشند    .

## جمعیت
این روستا در دهستان لیشتر قرار دارد و براساس سرشماری مرکز آمار ایران در سال ۱۳۸۵، جمعیت آن زیر سه خانوار بوده‌است.